# Герб Квебеку
Герб Квебеку (фр. armoiries du Québec) було прийнято розпорядженням уряду Квебеку 9 грудня 1939 р. замінивши герб, затверджений ордером королеви Вікторії 26 травня 1868 р.

## Символізм
Щит двічі перетятий:
- Верх — три золоті геральдичні лілії на блакитному тлі, що символізують Французьке королівство;
- Середній — золотий леопард на червоному тлі, що символізує Англійське королівство;
- Внизу — три зелених кленових листка на золотому тлі, що символізують Канаду.

Щит увінчаний короною Тюдорів і супроводжується срібним сувоєм з девізом провінції: Je me souviens.  

## Блазон
Блазон:
Tiercé en fasce; d'azur, à trois fleurs-de-lis d'or; de gueules, à un léopard d'or, armé et  lampassé d'azur; d'or, à une branche d'érable à sucre à triple feuille de sinople, aux nervures du champ. Timbré de la couronne royale. Sous l'écu, un listel d'argent bordé d'azur portant la devise JE ME SOUVIENS du même.

## Історія

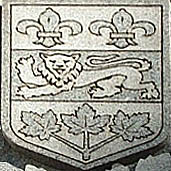
Герб Квебека 1868 р. на меморіалі Вільфріда Лорі в Монреалі

Вперше герб був наданий провінції в 1868 році королевою Вікторією. Він був описаний так:
У золотому полі між двома синіми геральдичними ліліями та гілочкою з трьох листків клена, червоний пояс, на якому золотий леопард.
Однак у 1939 році уряд Квебеку прийняв герб за розпорядженням ради, замінивши дві блакитні геральдичні лілії на золотому полі королівським гербом Франції. Квебек — єдина канадська провінція, яка взяла на герб власними повноваженнями.
Федеральний уряд непослідовно використовує два варіанти: він часто використовує варіант 1939 року, але в деяких випадках, наприклад, на Пожежі століття на Парламентському пагорбі та значку Королівського 22-го полку, він використовує варіант 1868 року.

## Примітки

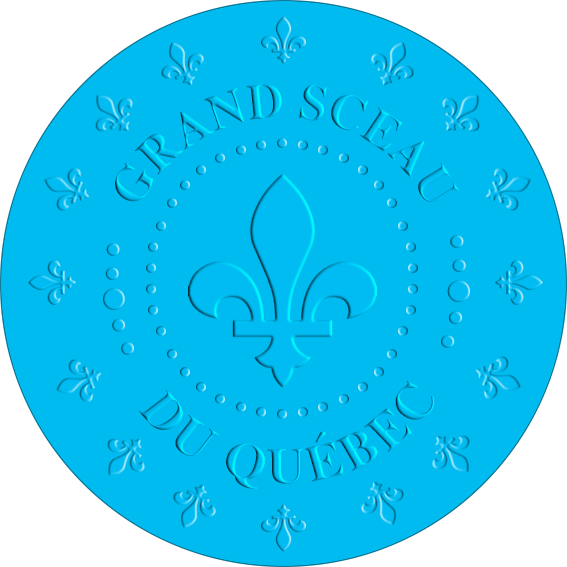
Велика печатка Квебеку

## Зовнішні посилання
- Вікісховище має мультимедійні дані за темою: Герб Квебеку
- Ministère de la Justice - Armoiries du Québec [Архівовано 16 січня 2021 у Wayback Machine.] (in French)